# Janina Gardzielewska
Janina Gardzielewska (ur. 13 lipca 1926 w Więcborku, zm. 4 kwietnia 2012 w Toruniu) – polska artystka fotograficzka.

## Życiorys
Urodziła się w rodzinie Alojzego Czarneckiego, fotografa, i Jadwigi z domu Ryterskiej. W 1939 roku ukończyła szkołę podstawową, dalszą edukację w szkole średniej przerwała wojna. W czasie okupacji niemieckiej pracowała jako siła pomocnicza w zakładach fotograficznych.
Fotografowała pejzaże Torunia od bulwarów nadwiślańskich, panoram, ulic i placów, po zabytkowe budowle, kamieniczki, zaułki, bramy, detale. Efektem były wystawy, m.in. „Śladami Kopernika w Polsce” (1972), „Gotyk toruński” (1973) i poplenerowa „750 lat Torunia” (1983). Pięknu miasta poświęcona też była publikacja „Toruń epoki Kopernika” Bohdana Rymaszewskiego, ilustrowana fotografiami Janiny Gardzielewskiej.
Zajmowała się też fotografią teatralną. W latach trzydziestych i tuż po wojnie zdjęcia w toruńskim teatrze wykonywał jej ojciec Alojzy Czarnecki. Pod koniec lat czterdziestych jego obowiązki przejęła córka. Pracowała w teatrach Torunia, Bydgoszczy, Grudziądzu. W roku 1977 plonem teatralnych doświadczeń była wystawa „Twarze teatru”.
Od 1953 roku była członkiem Związku Polskich Artystów Fotografików. Przez trzy kadencje była prezesem Bydgosko-Toruńskiego Okręgu ZPAF i przez dwie kadencje członkiem Rady Artystycznej ZG ZPAF. Za jej kadencji powstała Mała Galeria Fotografiki przy ulicy Podmurnej w Toruniu”, którą prowadziła w latach 1968–1971. Od 1954 roku była członkiem aktywnym Towarzystwa Bibliofilów im. J. Lelewela w Toruniu oraz Towarzystwa Miłośników Torunia.
Od 1948 roku była żoną typografa Zygfryda Gardzielewskiego, twórcy antykwy toruńskiej. 
Zmarła w Toruniu, pochowana obok męża na cmentarzu św. Jerzego przy ul. Gałczyńskiego.

## Wystawy indywidualne (wybór)
- „Fotografika” - Toruń (1956)
- „Dzieci” - Toruń (1960)
- „Wystawa indywidualna” - Warszawa, Olsztyn, Gdynia, Poznań, Szczecin, Łódź, Katowice, Cieszyn, Opole, Bydgoszcz (1962)
- „Śladami Mikołaja Kopernika w Polsce” - Toruń, Olsztyn, Bydgoszcz, Kielce, Sopot, Bytom, Rybnik, Koszalin, Piła, Płock (1972)
- „Gotyk Toruński” - Toruń (1973)
- „Wspominam Meksyk” - Włocławek (1975)
- „Twarze teatru” - Toruń (1977)
- „Toruń dawny i dzisiejszy” - Filadelfia, USA (1977)
- „Moi znajomi plastycy toruńscy” - Toruń (1983)
- „Sztuka poligrafii Zygfryda Gardzielewskiego - sztuka fotografii Janiny Gardzielewskiej” - Muzeum w Grudziądzu; Dwór Mieszczański, Toruń; Biblioteka UMK, Toruń (2002)
- „Wystawa retrospektywna” - Mała Galeria Fotografii ZPAF, Toruń (2005)

## Wystawy zbiorowe (wybór)
- „Piękno Torunia” (wyróżnienie) - Toruń (1947)
- I OWF - Poznań (1947)
- „Fotografia” (nagroda) - PTF Toruń (1948)
- „Gnieźnieńska Wystawa Fotografiki” - Gniezno (1949, 1952)
- OWF - Wrocław, Katowice (1950)
- „Ogólnopolska Wystawa Fotografiki” - Warszawa (1953, 1954, 1958- II nagroda Ministra Kultury i Sztuki, 1959, 1960, 1961, 1962, 1964)
- „Okręgowe Wystawy Fotografiki” - Toruń-Bydgoszcz (1953, 1954, 1956, 1957, 1958, 1959, 1960, 1961, 1962, 1964, 1965, 1967,1989)
- „Polska w fotografii artystycznej” - Warszawa (1960)
- „Fotografia della Nova Generazione” (złoty medal) - Pescara, Włochy; Mediolan, Włochy (1960)
- XIX MSF - Barcelona, Hiszpania (1960)
- „Europafoto” (II nagroda dla zestawu polskiego) - Monachium, RFN; Esslingen, RFN (1960)
- II MSF - Split, Jugosławia (1960)
- „Das Menslichte Analiz Europa” - Monachium, RFN (1960)
- XXV MSF - Argentyna (1961)
- III MSF - Bukareszt, Rumunia (1961)
- „DEN XI” - Kopenhaga, Dania (1961)
- II MSF - Warszawa (1961)
- „Nemzetkozi Fotosalon” - Pecs, Węgry (1962)
- MSF „Foto-Salon” - Teplice, Czechosłowacja (1962)
- MSF Tentoostelling - Amsterdam, Holandia (1962)
- „Wystawa Fotografików Polski Północnej” - Gdańsk (1962-dyplom ZPAF, 1964, 1966, 1972)
- I Biennale Fotografii Artystycznej Krajów Nadbałtyckich - Malbork (1963, 1965-brązowy medal)
- III Interfotfestival - Leuven (1964)
- „Internationale Fotoausstellung” (złoty medal) - Kolonia, RFN (1965)
- MSF - Warszawa (1966)
- OWF z okazji 500-lecia podpisania II Pokoju Toruńskiego" (Grand Prix) - Toruń (1966)
- III MSF - Cognac, Francja (1966)
- „Von Glück des Menschen” (srebrna plakietka oraz nagroda honorowa) - Berlin (1967)
- III Biennale Krajów Nadbałtyckich - Gdańsk (1967)
- „Złocisty Jantar” - Gdańsk (1967-Grand Prix oraz dyplom ZPAF; 1972-Grand Prix)
- „Nok a XX Szazadban” (wyróżnienie) - Budapeszt, Węgry (1973)
- Poplenerowa Wystawa Fotografii „Toruń 750” (I nagroda) - Toruń (1983)
- II Toruński Plener Fotograficzny (I nagroda) - Toruń (1984)

## Ordery i odznaczenia
- Krzyż Kawalerski Orderu Odrodzenia Polski[1]
- Złoty Krzyż Zasługi (1973)
- Medal 30-lecia Polski Ludowej (1974)
- Medal Roku Jana Bułhaka (1977)
- Medal Honorowy „Thorunium” (2007)
- Odznaka „Zasłużony Działacz Kultury” (1968)

## Nagrody i wyróżnienia
- I nagroda w konkursie fotograficznym „Piękno Torunia” (1947)
- II nagroda Ministra Kultury i Sztuki za prace na Ogólnopolskiej Wystawie Fotografii (1958)
- Nagroda Wojewódzka I stopnia za całokształt działalności i osiągnięcia w dziedzinie fotografii - Bydgoszcz (1959)
- Nagroda Wojewódzka I stopnia w dziedzinie kultury - Bydgoszcz (1960)
- Nagroda „Błękitnego Szpaka” z okazji Dni Gdańska za osiągnięcia w twórczości fotograficznej (1963)[2]
- Międzynarodowa Federacja Sztuki Fotograficznej przyznała artystce honorowe tytuły: Artysta FIAP-AFIAP (1960) oraz Excellent FIAP-EFIAP (1964)[3]
- Honorowa Odznaka „Błękitnego Szpaczka” przyznaną przez młodzież fotografującą z Klubu Szpaczków w Gdańsku (1970)
- Wojewódzka Nagroda II stopnia w dziedzinie kultury - Bydgoszcz (1975)
- Nagroda z okazji Dnia Działacza Kultury - Toruń (1976)
- Dyplom Komisji Fotografii Krajoznawczej ZG PTTK (1978)
- Medal Pamiątkowy XX Jubileuszowego FTTP - Toruń (1978)
- Stypendium twórcze Ministra Kultury i Sztuki (1981)
- Nagroda II stopnia Ministra Kultury i Sztuki za całokształt twórczości (1984)
- Dyplom PTTK za popularyzacje Torunia i regionu (1985)
- Dyplom Towarzystwa Miłośników Astronomii - Toruń (1994)

## Albumy fotograficzne
- „Bursztyn polski” (z J. Korpalem) - 1983.
- „Toruń epoki Kopernika” - 1984.
- Album toruński - bibliofilskie wydanie wierszy M. Kaloty-Szymańskiej z fotografiami J. Gardzielewskiej (1984).